# 대한민국 제13대 국회
제13대 대한민국 국회는 1988년 5월 30일에 개원하였다. 이번 13대 국회는 1987년 6월 민주항쟁 이후 제6공화국의 첫 번째 국회이며 대한민국 정부 수립 40주년이 되는 해이다. 헌정 사상 첫 여소야대이자 원내교섭단체 4당 체제이다.

## 임기
4년 (1988년 5월 30일 ~ 1992년 5월 29일)

## 국회의 구성

### 의장·부의장
|            | 1988년 5월 30일 ~ 1990년 5월 29일 | 1988년 5월 30일 ~ 1990년 5월 29일 | 1990년 5월 30일 ~ 1992년 5월 29일 | 1990년 5월 30일 ~ 1992년 5월 29일 |
| 국회의장   | 김재순                            | 김재순                            | 박준규                            | 박준규                            |
| 국회부의장 | 노승환 (평화민주당)               | 김재광 (통일민주당)               | 김재광 (민주자유당)               | 조윤형 (평화민주당)               |

### 정당별 구성
| 교섭단체명   | 정당명       | 1988년 총선 당시                               | 1988년 총선 당시                               | 1988년 총선 당시                               | 1992년 총선 당시             | 1992년 총선 당시             | 1992년 총선 당시        |
| 교섭단체명   | 정당명       | 지역구                                         | 전국구                                         | 합계                                           | 지역구                       | 전국구                       | 합계                    |
| ------------ | ------------ | ---------------------------------------------- | ---------------------------------------------- | ---------------------------------------------- | ---------------------------- | ---------------------------- | ----------------------- |
| 민주자유당   | 민주자유당   | 민주정의당 통일민주당 신민주공화당과 흡수 통합 | 민주정의당 통일민주당 신민주공화당과 흡수 통합 | 민주정의당 통일민주당 신민주공화당과 흡수 통합 | 139석                        | 54석                         | 193석                   |
| 민주정의당   | 민주정의당   | 87석                                           | 38석                                           | 125석                                          | 민주자유당으로 신설합당      | 민주자유당으로 신설합당      | 민주자유당으로 신설합당 |
| 민주당       | 민주당       | 신민주연합당과 통합                            | 신민주연합당과 통합                            | 신민주연합당과 통합                            | 50석                         | 14석                         | 64석                    |
| 평화민주당   | 평화민주당   | 54석                                           | 16석                                           | 70석                                           | 민주당으로 신설합당          | 민주당으로 신설합당          | 민주당으로 신설합당     |
| 통일민주당   | 통일민주당   | 46석                                           | 13석                                           | 59석                                           | 민주자유당으로 신설합당      | 민주자유당으로 신설합당      | 민주자유당으로 신설합당 |
| 신민주공화당 | 신민주공화당 | 27석                                           | 8석                                            | 35석                                           | 민주자유당으로 신설합당      | 민주자유당으로 신설합당      | 민주자유당으로 신설합당 |
| 비교섭단체   |              |                                                |                                                |                                                |                              |                              |                         |
| 통일국민당   | 신생정당     | 신생정당                                       | 신생정당                                       | 8석                                            |                              | 8석                          |                         |
| 신정치개혁당 | 신생정당     | 신생정당                                       | 신생정당                                       | 4석                                            | 1석                          | 5석                          |                         |
| 한겨레민주당 | 1석          |                                                | 1석                                            | 등록취소 (평화민주당와 합당)                   | 등록취소 (평화민주당와 합당) | 등록취소 (평화민주당와 합당) |                         |
| 무소속       | 9석          |                                                | 9석                                            | 20석                                           | 6석                          | 26석                         |                         |
| 계           | 계           | 224석                                          | 75석                                           | 299석                                          | 221석                        | 75석                         | 296석                   |

### 상임위원회
| 위원회         | 이름   | 소속정당     |
| -------------- | ------ | ------------ |
| 국회운영위원회 | 김윤환 | 민주정의당   |
| 국회운영위원회 | 이한동 | 민주정의당   |
| 국회운영위원회 | 김동영 | 통일민주당   |
| 법제사법위원회 | 이치호 | 민주정의당   |
| 외무통일위원회 | 김현욱 | 민주정의당   |
| 행정위원회     | 박용만 | 통일민주당   |
| 내무위원회     | 정동성 | 민주정의당   |
| 내무위원회     | 오한구 | 민주정의당   |
| 재무위원회     | 정순덕 | 민주정의당   |
| 경제과학위원회 | 유준상 | 평화민주당   |
| 국방위원회     | 유학성 | 민주정의당   |
| 문교공보위원회 | 정대철 | 평화민주당   |
| 농수산위원회   | 김종기 | 민주정의당   |
| 상공위원회     | 허경만 | 평화민주당   |
| 동력자원위원회 | 황낙주 | 통일민주당   |
| 보건사회위원회 | 신상우 | 통일민주당   |
| 노동위원회     | 김영배 | 평화민주당   |
| 노동위원회     | 한광옥 | 평화민주당   |
| 교통체신위원회 | 이대엽 | 신민주공화당 |
| 건설위원회     | 오용운 | 신민주공화당 |

| 위원회         | 이름   | 소속정당   |
| -------------- | ------ | ---------- |
| 국회운영위원회 | 김동영 | 민주자유당 |
| 국회운영위원회 | 김윤환 | 민주자유당 |
| 국회운영위원회 | 김종호 | 민주자유당 |
| 국회운영위원회 | 이자헌 | 민주자유당 |
| 법제사법위원회 | 김중권 | 민주자유당 |
| 외무통일위원회 | 박정수 | 민주자유당 |
| 행정위원회     | 정상구 | 민주자유당 |
| 내무위원회     | 오한구 | 민주자유당 |
| 재무위원회     | 김영구 | 민주자유당 |
| 경제과학위원회 | 김봉호 | 평화민주당 |
| 경제과학위원회 | 신순범 | 평화민주당 |
| 국방위원회     | 김영선 | 민주자유당 |
| 문교공보위원회 | 김원기 | 평화민주당 |
| 농림수산위원회 | 정창화 | 민주자유당 |
| 상공위원회     | 이재근 | 평화민주당 |
| 상공위원회     | 박종태 | 평화민주당 |
| 동력자원위원회 | 최형우 | 민주자유당 |
| 동력자원위원회 | 유한열 | 민주자유당 |
| 보건사회위원회 | 황명수 | 민주자유당 |
| 노동위원회     | 한광옥 | 평화민주당 |
| 교통체신위원회 | 이대엽 | 민주자유당 |
| 건설위원회     | 오용운 | 민주자유당 |
| 건설위원회     | 김용채 | 민주자유당 |

## 의석 변동
| 날짜             | 이름                          | 소속정당                  | 선거구               | 사유                                                                | 정당별 증감 | 의석 수                                                                       |
| ---------------- | ----------------------------- | ------------------------- | -------------------- | ------------------------------------------------------------------- | ----------- | ----------------------------------------------------------------------------- |
| 1988년 4월 28일  | 박형오                        | 한겨레민주당 → 평화민주당 | 전남 신안군          | 당적변경                                                            | ±1          | 민주정의당 125석 평화민주당 71석 통일민주당 59석 신민주공화당 35석 무소속 9석 |
| 1988년 5월 6일   | 류승규                        | 무소속 → 통일민주당       | 강원 태백시          | 민주당 입당                                                         | ±1          | 민주정의당 125석 평화민주당 71석 통일민주당 60석 신민주공화당 35석 무소속 8석 |
| 1988년 12월 19일 | 강영훈 최창윤 → 심기섭 안찬희 | 민주정의당                | 전국구               | 강영훈 총리 지명, 최창윤 정무수석 임명으로 사퇴 심기섭, 안찬희 승계 |             | 민주정의당 125석 평화민주당 71석 통일민주당 60석 신민주공화당 35석 무소속 8석 |
| 1989년 1월 12일  | 이해구                        | 무소속 → 민주정의당       | 경기 안성군          | 민정당 입당                                                         | ±4          | 민주정의당 129석 평화민주당 71석 통일민주당 60석 신민주공화당 35석 무소속 4석 |
| 1989년 1월 12일  | 홍희표                        | 무소속 → 민주정의당       | 강원 동해시          | 민정당 입당                                                         | ±4          | 민주정의당 129석 평화민주당 71석 통일민주당 60석 신민주공화당 35석 무소속 4석 |
| 1989년 1월 12일  | 고세진                        | 무소속 → 민주정의당       | 제주시               | 민정당 입당                                                         | ±4          | 민주정의당 129석 평화민주당 71석 통일민주당 60석 신민주공화당 35석 무소속 4석 |
| 1989년 1월 12일  | 이기빈                        | 무소속 → 민주정의당       | 북제주군             | 민정당 입당                                                         | ±4          | 민주정의당 129석 평화민주당 71석 통일민주당 60석 신민주공화당 35석 무소속 4석 |
| 1989년 3월 14일  | 홍희표                        | 민주정의당                | 강원 동해시          | 당선무효                                                            | -1          | 민주정의당 128석 평화민주당 71석 통일민주당 60석 신민주공화당 35석 무소속 4석 |
| 1989년 4월 14일  | 홍희표                        | 민주정의당                | 강원 동해시          | 재선거 당선                                                         | +1          | 민주정의당 129석 평화민주당 71석 통일민주당 60석 신민주공화당 35석 무소속 4석 |
| 1989년 5월 26일  | 김명섭                        | 민주정의당                | 서울 영등포구 을     | 당선무효                                                            | -1          | 민주정의당 128석 평화민주당 71석 통일민주당 60석 신민주공화당 35석 무소속 4석 |
| 1989년 6월 28일  | 서경원                        | 평화민주당 → 무소속       | 전남 함평군·영광군   | 밀입북사건으로 인해 평민당에서 제명                                 | ±1          | 민주정의당 128석 평화민주당 70석 통일민주당 60석 신민주공화당 35석 무소속 5석 |
| 1989년 7월 1일   | 서석재                        | 통일민주당 → 무소속       | 부산 사하구          | 민주당 탈당                                                         | ±1          | 민주정의당 128석 평화민주당 70석 통일민주당 59석 신민주공화당 35석 무소속 6석 |
| 1989년 8월 18일  | 나웅배                        | 민주정의당                | 서울 영등포구 을     | 재선거 당선                                                         | +1          | 민주정의당 129석 평화민주당 70석 통일민주당 59석 신민주공화당 35석 무소속 6석 |
| 1990년 1월 5일   | 정호용                        | 민주정의당                | 대구 서구 갑         | 사퇴                                                                | -1          | 민주정의당 128석 평화민주당 70석 통일민주당 59석 신민주공화당 35석 무소속 6석 |
| 1990년 1월 13일  | 김완태                        | 민주정의당                | 충북 진천군·음성군   | 사망                                                                | -1          | 민주정의당 127석 평화민주당 70석 통일민주당 59석 신민주공화당 35석 무소속 6석 |
| 1990년 2월 15일  | 장석화                        | 통일민주당 → 무소속       | 서울 영등포구 갑     | 민주당 탈당                                                         | ±5          | 민주자유당 215석 평화민주당 70석 무소속 12석                                  |
| 1990년 2월 15일  | 김광일                        | 통일민주당 → 무소속       | 부산 중구            | 민주당 탈당                                                         | ±5          | 민주자유당 215석 평화민주당 70석 무소속 12석                                  |
| 1990년 2월 15일  | 노무현                        | 통일민주당 → 무소속       | 부산 동구            | 민주당 탈당                                                         | ±5          | 민주자유당 215석 평화민주당 70석 무소속 12석                                  |
| 1990년 2월 15일  | 김정길                        | 통일민주당 → 무소속       | 부산 영도구          | 민주당 탈당                                                         | ±5          | 민주자유당 215석 평화민주당 70석 무소속 12석                                  |
| 1990년 2월 15일  | 이기택                        | 통일민주당 → 무소속       | 부산 해운대구        | 민주당 탈당                                                         | ±5          | 민주자유당 215석 평화민주당 70석 무소속 12석                                  |
| 1990년 2월 15일  | 김현                          | 신민주공화당 → 무소속     | 대전시 동구 갑       | 공화당 탈당                                                         | ±1          | 민주자유당 215석 평화민주당 70석 무소속 12석                                  |
| 1990년 2월 15일  |                               | 민주정의당 → 민주자유당   |                      | 삼당합당 민주자유당 원내 과반수 확보 원내교섭단체 양당체제 재편     |             | 민주자유당 215석 평화민주당 70석 무소속 12석                                  |
| 1990년 2월 15일  | 통일민주당 → 민주자유당       |                           |                      | 삼당합당 민주자유당 원내 과반수 확보 원내교섭단체 양당체제 재편     |             | 민주자유당 215석 평화민주당 70석 무소속 12석                                  |
| 1990년 2월 15일  | 신민주공화당 → 민주자유당     |                           |                      | 삼당합당 민주자유당 원내 과반수 확보 원내교섭단체 양당체제 재편     |             | 민주자유당 215석 평화민주당 70석 무소속 12석                                  |
| 1990년 2월 16일  | 유한열                        | 무소속 → 민주자유당       | 충남 금산군          | 민자당 입당                                                         | ±1          | 민주자유당 216석 평화민주당 70석 무소속 11석                                  |
| 1990년 3월 5일   | 정몽준                        | 무소속 → 민주자유당       | 경남 울산시 동구     | 민자당 입당                                                         | ±1          | 민주자유당 217석 평화민주당 70석 무소속 10석                                  |
| 1990년 3월 21일  | 이희일 → 권오석               | 민주자유당                | 전국구               | 이희일 동력자원부 장관 임명으로 사퇴 권오석 승계                    |             | 민주자유당 217석 평화민주당 70석 무소속 10석                                  |
| 1990년 4월 3일   | 문희갑                        | 민주자유당                | 대구 서구 갑         | 보궐선거 당선                                                       | +1          | 민주자유당 218석 평화민주당 70석 무소속 11석                                  |
| 1990년 4월 3일   | 허탁                          | 무소속                    | 충북 진천군·음성군   | 보궐선거 당선                                                       | +1          | 민주자유당 218석 평화민주당 70석 무소속 11석                                  |
| 1990년 6월 18일  | 이철                          | 무소속 → 민주당           | 서울 성북구 갑       | 민주당 창당                                                         | ±8          | 민주자유당 218석 평화민주당 70석 민주당 8석 무소속 3석                        |
| 1990년 6월 18일  | 장석화                        | 무소속 → 민주당           | 서울 영등포구 갑     | 민주당 창당                                                         | ±8          | 민주자유당 218석 평화민주당 70석 민주당 8석 무소속 3석                        |
| 1990년 6월 18일  | 박찬종                        | 무소속 → 민주당           | 서울 서초구 갑       | 민주당 창당                                                         | ±8          | 민주자유당 218석 평화민주당 70석 민주당 8석 무소속 3석                        |
| 1990년 6월 18일  | 김광일                        | 무소속 → 민주당           | 부산 중구            | 민주당 창당                                                         | ±8          | 민주자유당 218석 평화민주당 70석 민주당 8석 무소속 3석                        |
| 1990년 6월 18일  | 노무현                        | 무소속 → 민주당           | 부산 동구            | 민주당 창당                                                         | ±8          | 민주자유당 218석 평화민주당 70석 민주당 8석 무소속 3석                        |
| 1990년 6월 18일  | 김정길                        | 무소속 → 민주당           | 부산 영도구          | 민주당 창당                                                         | ±8          | 민주자유당 218석 평화민주당 70석 민주당 8석 무소속 3석                        |
| 1990년 6월 18일  | 이기택                        | 무소속 → 민주당           | 부산 해운대구        | 민주당 창당                                                         | ±8          | 민주자유당 218석 평화민주당 70석 민주당 8석 무소속 3석                        |
| 1990년 6월 18일  | 허탁                          | 무소속 → 민주당           | 충북 진천군·음성군   | 민주당 창당                                                         | ±8          | 민주자유당 218석 평화민주당 70석 민주당 8석 무소속 3석                        |
| 1990년 8월 24일  | 서경원                        | 무소속                    | 전남 함평군·영광군   | 밀입북사건으로 의원직 상실                                          | -1          | 민주자유당 218석 평화민주당 70석 민주당 8석 무소속 2석                        |
| 1990년 11월 9일  | 이수인                        | 평화민주당                | 전남 함평군·영광군   | 보궐선거 당선                                                       | +1          | 민주자유당 218석 평화민주당 71석 민주당 8석 무소속 2석                        |
| 1990년 12월 28일 | 손주환 → 최상진               | 민주자유당                | 전국구               | 손주환 청와대 정무수석 임명으로 사퇴 최상진 승계                    |             | 민주자유당 218석 평화민주당 71석 민주당 8석 무소속 2석                        |
| 1991년 1월 26일  | 박진구                        | 민주자유당 → 무소속       | 경남 울주군          | 민자당 탈당                                                         | ±1          | 민주자유당 217석 평화민주당 71석 민주당 8석 무소속 3석                        |
| 1991년 2월 14일  | 이원배                        | 평화민주당 → 무소속       | 서울 강서구 갑       | 평민당 탈당                                                         | ±1          | 민주자유당 217석 평화민주당 70석 민주당 8석 무소속 4석                        |
| 1991년 2월 19일  | 김인곤                        | 민주자유당 → 무소속       | 전국구               | 민자당 탈당                                                         | ±1          | 민주자유당 216석 평화민주당 70석 민주당 8석 무소속 5석                        |
| 1991년 4월 8일   | 이교성                        | 평화민주당 → 무소속       | 전국구               | 평민당 탈당                                                         | ±1          | 민주자유당 216석 평화민주당 69석 민주당 8석 무소속 6석                        |
| 1991년 4월 15일  |                               | 평화민주당 → 신민주연합당 |                      | 당명변경                                                            |             | 민주자유당 216석 신민주연합당 69석 민주당 8석 무소속 6석                      |
| 1991년 4월 16일  | 이교성                        | 무소속 → 민주당           | 전국구(평화민주당)   | 민주당 입당                                                         | ±1          | 민주자유당 216석 신민주연합당 69석 민주당 9석 무소속 5석                      |
| 1991년 5월 3일   | 김인곤                        | 무소속 → 신민주연합당     | 전국구(신민주공화당) | 신민주연합당 입당                                                   | ±1          | 민주자유당 216석 신민주연합당 70석 민주당 9석 무소속 4석                      |
| 1991년 5월 29일  | 유기준                        | 민주자유당 → 무소속       | 경기 광주군          | 민자당 탈당                                                         | ±1          | 민주자유당 215석 신민주연합당 69석 민주당 9석 무소속 6석                      |
| 1991년 5월 29일  | 이철용                        | 신민주연합당 → 무소속     | 서울 도봉구 을       | 신민주연합당 탈당                                                   | ±1          | 민주자유당 215석 신민주연합당 69석 민주당 9석 무소속 6석                      |
| 1991년 5월 30일  | 김길곤                        | 신민주연합당 → 무소속     | 전남 담양군·장성군   | 신민주연합당 탈당                                                   | ±1          | 민주자유당 215석 신민주연합당 68석 민주당 9석 무소속 7석                      |
| 1991년 5월 31일  | 이해찬                        | 신민주연합당 → 무소속     | 서울 관악구 을       | 신민주연합당 탈당                                                   | ±1          | 민주자유당 215석 신민주연합당 67석 민주당 9석 무소속 8석                      |
| 1991년 7월 24일  | 김현                          | 무소속 → 민주당           | 대전시 동구 갑       | 민주당 입당                                                         | ±1          | 민주자유당 215석 신민주연합당 67석 민주당 10석 무소속 7석                     |
| 1991년 8월 19일  | 김동영                        | 민주자유당                | 경남 거창군          | 사망                                                                | -1          | 민주자유당 214석 신민주연합당 67석 민주당 10석 무소속 7석                     |
| 1991년 9월 16일  | 박찬종                        | 민주당 → 무소속           | 서울 서초구 갑       | 민주당 탈당                                                         | ±2          | 민주자유당 214석 민주당 75석 무소속 9석                                       |
| 1991년 9월 16일  | 김광일                        | 민주당 → 무소속           | 부산 중구            | 민주당 탈당                                                         | ±2          | 민주자유당 214석 민주당 75석 무소속 9석                                       |
| 1991년 9월 16일  |                               | 신민주연합당 → 민주당     |                      | 신민주연합당과 민주당 합당                                          |             | 민주자유당 214석 민주당 75석 무소속 9석                                       |
| 1991년 9월 16일  | 민주당 → 민주당               |                           |                      | 신민주연합당과 민주당 합당                                          |             | 민주자유당 214석 민주당 75석 무소속 9석                                       |
| 1992년 1월 7일   | 정몽준                        | 민주자유당 → 무소속       | 경남 울산시 동구     | 민자당 탈당                                                         | ±1          | 민주자유당 213석 민주당 75석 무소속 10석                                      |
| 1992년 1월 24일  | 김동주                        | 민주자유당 → 무소속       | 경남 양산군          | 민자당 탈당                                                         | ±1          | 민주자유당 212석 민주당 75석 무소속 11석                                      |
| 1992년 1월 28일  | 이찬구                        | 민주당 → 무소속           | 경기 성남시 을       | 민주당 탈당                                                         | ±1          | 민주자유당 212석 민주당 74석 무소속 12석                                      |
| 1992년 1월 29일  | 김득수                        | 민주당 → 무소속           | 전북 익산군          | 민주당 탈당                                                         | ±1          | 민주자유당 212석 민주당 73석 무소속 13석                                      |
| 1992년 1월 31일  | 최이호                        | 민주자유당 → 무소속       | 전국구               | 민자당 탈당                                                         | ±1          | 민주자유당 211석 민주당 73석 무소속 14석                                      |
| 1992년 2월 7일   | 이해찬                        | 무소속 → 민주당           | 서울 관악구 을       | 민주당 복당                                                         | ±1          | 민주자유당 211석 민주당 74석 무소속 13석                                      |
| 1992년 2월 7일   | 오한구                        | 민주자유당 → 무소속       | 경북 영양군·봉화군   | 민자당 탈당                                                         | ±1          | 민주자유당 210석 민주당 74석 무소속 14석                                      |
| 1992년 2월 8일   | 심기섭                        | 민주자유당 → 무소속       | 전국구               | 민자당 탈당                                                         | ±2          | 민주자유당 208석 민주당 74석 무소속 16석                                      |
| 1992년 2월 8일   | 연제원                        | 민주자유당 → 무소속       | 전국구               | 민자당 탈당                                                         | ±2          | 민주자유당 208석 민주당 74석 무소속 16석                                      |
| 1992년 2월 10일  | 김광일                        | 무소속 → 통일국민당       | 부산 중구            | 통일국민당 창당                                                     | ±4          | 민주자유당 207석 민주당 68석 통일국민당 4석 무소속 12석                       |
| 1992년 2월 10일  | 이찬구                        | 무소속 → 통일국민당       | 경기 성남시 을       | 통일국민당 창당                                                     | ±4          | 민주자유당 207석 민주당 68석 통일국민당 4석 무소속 12석                       |
| 1992년 2월 10일  | 정몽준                        | 무소속 → 통일국민당       | 경남 울산시 동구     | 통일국민당 창당                                                     | ±4          | 민주자유당 207석 민주당 68석 통일국민당 4석 무소속 12석                       |
| 1992년 2월 10일  | 박진구                        | 무소속 → 통일국민당       | 경남 울주군          | 통일국민당 창당                                                     | ±4          | 민주자유당 207석 민주당 68석 통일국민당 4석 무소속 12석                       |
| 1992년 2월 10일  | 조윤형                        | 민주당 → 무소속           | 서울 성북구 을       | 민주당 탈당                                                         | ±6          | 민주자유당 207석 민주당 68석 통일국민당 4석 무소속 12석                       |
| 1992년 2월 10일  | 정웅                          | 민주당 → 무소속           | 광주 북구            | 민주당 탈당                                                         | ±6          | 민주자유당 207석 민주당 68석 통일국민당 4석 무소속 12석                       |
| 1992년 2월 10일  | 손주항                        | 민주당 → 무소속           | 전북 전주시 을       | 민주당 탈당                                                         | ±6          | 민주자유당 207석 민주당 68석 통일국민당 4석 무소속 12석                       |
| 1992년 2월 10일  | 박형오                        | 민주당 → 무소속           | 전남 신안군          | 민주당 탈당                                                         | ±6          | 민주자유당 207석 민주당 68석 통일국민당 4석 무소속 12석                       |
| 1992년 2월 10일  | 이형배                        | 민주당 → 무소속           | 전국구               | 민주당 탈당                                                         | ±6          | 민주자유당 207석 민주당 68석 통일국민당 4석 무소속 12석                       |
| 1992년 2월 10일  | 조희철                        | 민주당 → 무소속           | 전국구               | 민주당 탈당                                                         | ±6          | 민주자유당 207석 민주당 68석 통일국민당 4석 무소속 12석                       |
| 1992년 2월 10일  | 황성균                        | 민주자유당 → 무소속       | 경남 삼천포시·사천군 | 민자당 탈당                                                         | ±1          | 민주자유당 207석 민주당 68석 통일국민당 4석 무소속 12석                       |
| 1992년 2월 11일  | 이재연                        | 민주자유당 → 무소속       | 경북 경산군·청도군   | 민자당 탈당                                                         | ±1          | 민주자유당 206석 민주당 68석 통일국민당 4석 무소속 13석                       |
| 1992년 2월 13일  | 노승환                        | 민주당 → 무소속           | 서울 마포구 갑       | 민주당 탈당                                                         | ±1          | 민주자유당 206석 민주당 67석 통일국민당 4석 무소속 14석                       |
| 1992년 2월 13일  | 이덕호                        | 민주자유당 → 무소속       | 경기 동두천시·양주군 | 민자당 탈당                                                         | ±2          | 민주자유당 204석 민주당 67석 통일국민당 4석 무소속 16석                       |
| 1992년 2월 13일  | 박지원                        | 민주자유당 → 무소속       | 경기 화성군          | 민자당 탈당                                                         | ±2          | 민주자유당 204석 민주당 67석 통일국민당 4석 무소속 16석                       |
| 1992년 2월 14일  | 박종태                        | 민주당 → 무소속           | 광주 서구 을         | 민주당 탈당                                                         | ±1          | 민주자유당 203석 민주당 67석 통일국민당 4석 무소속 17석                       |
| 1992년 2월 14일  | 이학봉                        | 민주자유당 → 무소속       | 경남 김해시·김해군   | 민자당 탈당                                                         | ±1          | 민주자유당 202석 민주당 67석 통일국민당 4석 무소속 18석                       |
| 1992년 2월 15일  | 정창화                        | 민주자유당 → 무소속       | 경북 의성군          | 민자당 탈당                                                         | ±1          | 민주자유당 201석 민주당 67석 통일국민당 4석 무소속 19석                       |
| 1992년 2월 17일  | 김길홍                        | 민주자유당 → 무소속       | 전국구               | 민자당 탈당                                                         | ±1          | 민주자유당 200석 민주당 67석 통일국민당 4석 무소속 20석                       |
| 1992년 2월 17일  | 조윤형                        | 무소속 → 통일국민당       | 서울 성북구 을       | 통일국민당 입당                                                     | ±1          | 민주자유당 200석 민주당 67석 통일국민당 5석 무소속 19석                       |
| 1992년 2월 19일  | 정상구                        | 민주자유당 → 무소속       | 부산 남구 을         | 민자당 탈당                                                         | ±1          | 민주자유당 199석 민주당 67석 통일국민당 5석 무소속 20석                       |
| 1992년 2월 21일  | 김종식                        | 민주자유당 → 무소속       | 충남 천원군          | 민자당 탈당                                                         | ±1          | 민주자유당 198석 민주당 67석 통일국민당 5석 무소속 21석                       |
| 1992년 2월 26일  | 김동주                        | 무소속                    | 경남 양산시          | 의원직 사퇴                                                         | ±1          | 민주자유당 198석 민주당 67석 통일국민당 5석 무소속 20석                       |
| 1992년 2월 28일  | 이원배                        | 무소속                    | 서울 강서구 갑       | 의원직 상실                                                         | ±1          | 민주자유당 196석 민주당 66석 통일국민당 5석 무소속 20석                       |
| 1992년 2월 28일  | 이태섭                        | 민주자유당                | 서울 강남구 을       | 의원직 상실                                                         | ±2          | 민주자유당 196석 민주당 66석 통일국민당 5석 무소속 20석                       |
| 1992년 2월 28일  | 오용운                        | 민주자유당                | 충북 청주시 을       | 의원직 상실                                                         | ±2          | 민주자유당 196석 민주당 66석 통일국민당 5석 무소속 20석                       |
| 1992년 2월 28일  | 이상옥                        | 민주당 → 무소속           | 진안군·무주군·장수군 | 민주당 탈당                                                         | ±1          | 민주자유당 196석 민주당 66석 통일국민당 5석 무소속 20석                       |
| 1992년 3월 1일   | 박병선                        | 민주자유당 → 통일국민당   | 충남 예산군          | 당적변경                                                            | ±1          | 민주자유당 195석 민주당 66석 통일국민당 6석 무소속 20석                       |
| 1992년 3월 3일   | 이돈만                        | 민주당 → 통일국민당       | 전남 광양군          | 당적변경                                                            | ±1          | 민주자유당 195석 민주당 65석 통일국민당 8석 무소속 19석                       |
| 1992년 3월 3일   | 이상옥                        | 무소속 → 통일국민당       | 진안군·무주군·장수군 | 입당                                                                | ±1          | 민주자유당 195석 민주당 65석 통일국민당 8석 무소속 19석                       |
| 1992년 3월 4일   | 박찬종                        | 무소속 → 신정치개혁당     | 서울 서초구 갑       | 신정치개혁당 창당                                                   | ±5          | 민주자유당 195석 민주당 65석 통일국민당 8석 신정치개혁당 5석 무소속 14석      |
| 1992년 3월 4일   | 정웅                          | 무소속 → 신정치개혁당     | 광주 북구            | 신정치개혁당 창당                                                   | ±5          | 민주자유당 195석 민주당 65석 통일국민당 8석 신정치개혁당 5석 무소속 14석      |
| 1992년 3월 4일   | 김봉욱                        | 무소속 → 신정치개혁당     | 전북 옥구군          | 신정치개혁당 창당                                                   | ±5          | 민주자유당 195석 민주당 65석 통일국민당 8석 신정치개혁당 5석 무소속 14석      |
| 1992년 3월 4일   | 김득수                        | 무소속 → 신정치개혁당     | 전북 익산군          | 신정치개혁당 창당                                                   | ±5          | 민주자유당 195석 민주당 65석 통일국민당 8석 신정치개혁당 5석 무소속 14석      |
| 1992년 3월 4일   | 송현섭                        | 민주당 → 신정치개혁당     | 전국구               | 신정치개혁당 창당                                                   | ±5          | 민주자유당 195석 민주당 65석 통일국민당 8석 신정치개혁당 5석 무소속 14석      |
| 1992년 3월 6일   | 김영선                        | 민주자유당 → 무소속       | 경기 가평군·양평군   | 민자당 탈당                                                         | ±1          | 민주자유당 194석 민주당 64석 통일국민당 8석 신정치개혁당 5석 무소속 16석      |
| 1992년 3월 10일  | 박재규                        | 민주자유당                | 경남 진해시·의창군   | 의원직 상실                                                         | -1          | 민주자유당 193석 민주당 64석 통일국민당 8석 신정치개혁당 5석 무소속 15석      |
| 1992년 3월 10일  | 이학봉                        | 무소속                    | 경남 김해시·김해군   | 의원직 상실                                                         | -1          | 민주자유당 193석 민주당 64석 통일국민당 8석 신정치개혁당 5석 무소속 15석      |
| 1992년 4월 9일   | 김길홍                        | 무소속 → 민주자유당       | 전국구(민주정의당)   | 민자당 입당                                                         | ±1          | 민주자유당 194석 민주당 64석 통일국민당 8석 신정치개혁당 5석 무소속 14석      |
| 1992년 5월 30일  | 조윤형                        | 통일국민당 → 무소속       | 서울 성북구 을       | 통일국민당 탈당                                                     | ±1          | 민주자유당 194석 민주당 64석 통일국민당 7석 신정치개혁당 5석 무소속 15석      |

## 같이 보기
- 대한민국 제13대 국회의원 목록
- 대한민국 제13대 국회의원 선거